# Aretuska
Aretuska – włoska grupa muzyczna powstała w 2001 roku. 
Jej liderem jest sycylijski wokalista i muzyk Roy Paci.

## Dyskografia

### Albumy
- 2002 – Baciamo le mani
- 2003 – Tuttapposto
- 2005 – Parola d'Onore
- 2007 – Suonoglobal

### Single
- 2002 – "Cantu Siciliano"
- 2002 – "The Duse"
- 2003 – "Bésame mucho"
- 2003 – "Yettaboom"
- 2007 – "Toda joia toda beleza" (z Manu Chao)